# Tina Yothers
Tina Yothers (* 5. Mai 1973 in Whittier, Kalifornien; als Kristina Louise Yothers) ist eine US-amerikanische Fernsehschauspielerin und Schriftstellerin.
Yothers, Tochter des Fernsehproduzenten Robert Yothers, begann ihre Schauspielkarriere im Alter von drei Jahren mit Werbeaufnahmen, ehe ihr Filmangebote für Fernsehfilme und -serien angeboten wurden. Ihre bekannteste Rolle war sicherlich die der Jennifer Keaton, der jüngsten Tochter in der Fernseh-Sitcom Familienbande (Family Ties), die sie von 1982 bis 1989 verkörperte. Daneben wirkte sie in weiteren Filmproduktionen mit, wie in Battle of the Network Stars 1989.
Sie schrieb das Buch Being Your Best: Tina Yothers's Guide for Girls und gründete mit ihrem Bruder Cory die Band Jaded. 
Nach neun Jahren Schauspielpause spielte Yothers 2004 die Hauptrolle in Lovelace the Musical, eine Bühnenshow, die auf dem Leben des Pornostars Linda Lovelace basierte.
2002 heiratete Yothers Robert Kaiser, der eine Tochter aus erster Ehe mitbrachte. Im Jahr 2005 wurde die gemeinsame Tochter  und im Jahr 2007 ihr Sohn geboren.
Yothers erschien in der vierten Staffel der VH1-Reality-Show Celebrity Fit Club.

## Filmografie
- 1981: Disney-Land (Fernsehserie, Folge The Cherokee Trail)
- 1982: Der Konflikt – Du oder Beide (Shoot the Moon)
- 1982: Father Murphy (Fernsehserie, Folge The Dream Day)
- 1982–1989: Familienbande (Family Ties, Fernsehserie, 180 Folgen)
- 1983: Your Place … or Mine (Fernsehfilm)
- 1984: Domestic Life (Fernsehserie, 2 Folgen)
- 1985: Family Ties Vacation (Fernsehfilm)
- 1988: Driving Academy (Crash Course, Fernsehfilm)
- 1988: Mickey’s 60th Birthday (Fernsehfilm)
- 1990: Die Laker Girls (Laker Girls, Fernsehfilm)
- 1993: Spunk: The Tonya Harding Story (Fernsehkurzfilm)
- 1995: McKenzie und der Tod eines Showstars (A Perry Mason Mystery: The Case of the Jealous Jokester, Fernsehfilm)
- 1996: Eine schrecklich nette Familie (Married… with Children, Fernsehserie, Cameoauftritt, Folge 11x03)